# Приекульская волость (Видземе)
Приекульская волость (латыш. Priekuļu pagasts) — одна из четырёх территориальных единиц Приекульского края Латвии. Находится в центральной части края. Граничит с Лиепской и Веселавской волостями своего края, городом Цесис и Вайвской волостью Цесисского края, Райскумской волостью Паргауйского края и Раунской волостью Раунского края.
Крупнейшими населёнными пунктами волости являются сёла: Приекули (волостной центр), Яньмуйжа, Дукури, Яунрауна, Аннасмуйжа, Гаркалне, Инкули, Кунчи, Лубиняс, Межциеми, Петерини, Раугули, Шаутувес, Вистучи.
Через Приекульскую волость проходят региональные автодороги P20 Валмиера — Цесис — Драбеши, P28 Приекули — Рауна и P30 Цесис — Вецпиебалга — Мадона. По одной из главных латвийских автодорог А2 Рига — Сигулда — Вецлайцене, являющейся частью Европейского маршрута E77 проходит административная граница с Вайвской волостью.
По территории волости протекают реки: Гауя, Рауна, Арупите, Раунис, Вайве, Триечупите. Из крупных водоёмов — озеро Ниниерис (12,5 га)

## История
Приекульская волость была основана в середине XIX века на землях бывших Фройденбергского и Иоганненгофского поместий.
В 1935 году площадь Приекульской волости Цесисского уезда составляла 58 км², при населении в 1392 жителя.
В 1945 году в Приекульской волости Цесисского уезда был создан Приекульский сельский совет, ликвидированный в 1947 году и восстановленный в составе Цесисского района в 1949 году, после отмены республиканского волостного деления.
В 1954 году к Приекульскому сельсовету была присоединена территория ликвидированного Дукурского сельского совета. В 1960 году — ликвидированного Вайвского сельсовета. В 1975 году Вайвский сельсовет был восстановлен в прежних границах. В 1977 году к Приекульскому сельсовету был присоединён ликвидированный Яунраунский сельсовет. В том же году часть территории Приекульского сельсовета отошла в подчинение города Цесиса и Вайвского сельсовета. В 1987 году к Вайвскому сельсовету была добавлена ещё одна часть Приекульской территории.
В 1990 году Приекульский сельсовет был реорганизован в волость. В 2009 году, по окончании латвийской административно-территориальной реформы, Приекульская волость вошла в состав Приекульского края.